# Monolistra racovitzai
Monolistra (Typhlosphaeroma) racovitzai là một loài chân đều trong họ Sphaeromatidae. Loài này được Strouhal miêu tả khoa học năm 1928.